# Herpetologija
Herpetologija (iz grških besed ἑρπετόν - herpeton: plazeč in λόγος - lógos: veda) je panoga zoologije (vede o živalih), ki se ukvarja z znanstvenim preučevanjem dvoživk in plazilcev (»herpetofavne«). Povedano natančneje, se ukvarja s poikilotermnimi, ektotermnimi tetrapodi, kar vključuje dvoživke (žabe, repati krkoni, sleporili) in plazilce (kuščarji, kače, želve, krokodili,...), izključuje pa ribe in »višje« tetrapode (ptiče in sesalce). Obstajajo pa tudi društva, ki združujejo herpetologe in ihtiologe. Med njimi je najpomembnejše Ameriško društvo ihtiologov in herpetologov (American Society of Ichthyologists and Herpetologists, ASIH), ki izdaja publikacijo Copeia, eno najprestižnejših znanstvenih revij na tem področju.
Herpetologija navadno ne velja za samostojno panogo znotraj zoologije in le redke univerze ponujajo samostojen študijski program herpetologije. Večina znanstvenikov uporablja dvoživke in plazilce kot model za preučevanje evolucijskih, ekoloških, fizioloških ter drugih pojavov. Posebej pomembno je preučevanje s stališča biokemije, ki se ukvarja s toksini teh živali z vidika oskrbe zastrupitev (npr. zaradi ugrizov kač) in uporabe toksinov v sodobni medicini. Drugo pomembno področje je ekologija oz. ožje naravovarstvo; dvoživke in plazilci so v splošnem zelo občutljivi na spremembe okolja in je njihova številčnost na nekem območju uporaben indikator stanja tega okolja.
Poleg znanstvene skupnosti, ki se ukvarja s plazilci in dvoživkami, je razvita tudi ljubiteljska. Gojenje teh živali v terarijih oz. akvaterarijih je priljubljen hobi. Herpetološka društva, ki lahko združujejo tako znanstvenike kot laike, se večinoma ukvarjajo z varstvom dvoživk in plazilcev ter izobraževanjem javnosti.